# Delonix regia
Delonix regia, comúnmente llamado Chivato, Tabachín, Malinche, Árbol de fuego, Ponciana Real,  flamboyant, flamboyán, Framboyán de Madagascar o Clavellino de Madagascar, entre otros nombres, es un árbol de la familia de las fabáceas. Es uno de los árboles más coloridos del mundo por sus flores rojas, anaranjadas, y por su follaje verde brillante puede llegar a medir hasta 12 m. En América Tropical se considera como especie exótica ornamental, por lo que tiene una distribución amplia. Su hábitat natural son las selvas secas caducifolias. Su aprovechamiento por el humano es amplio y depende de la cultura del país en el que se encuentre.

## Descripción

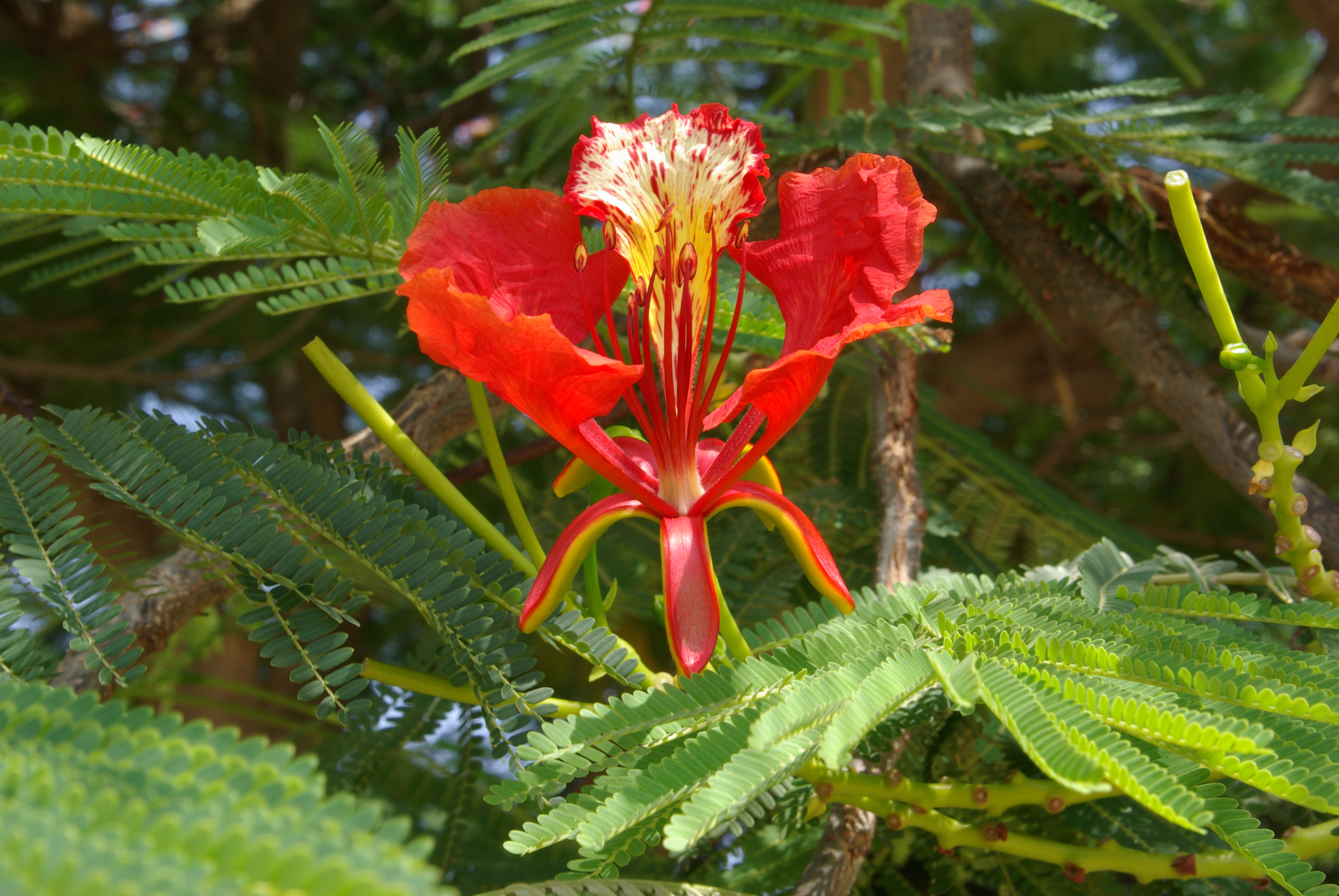
Flor del flamboyán.

Detalle de las hojas

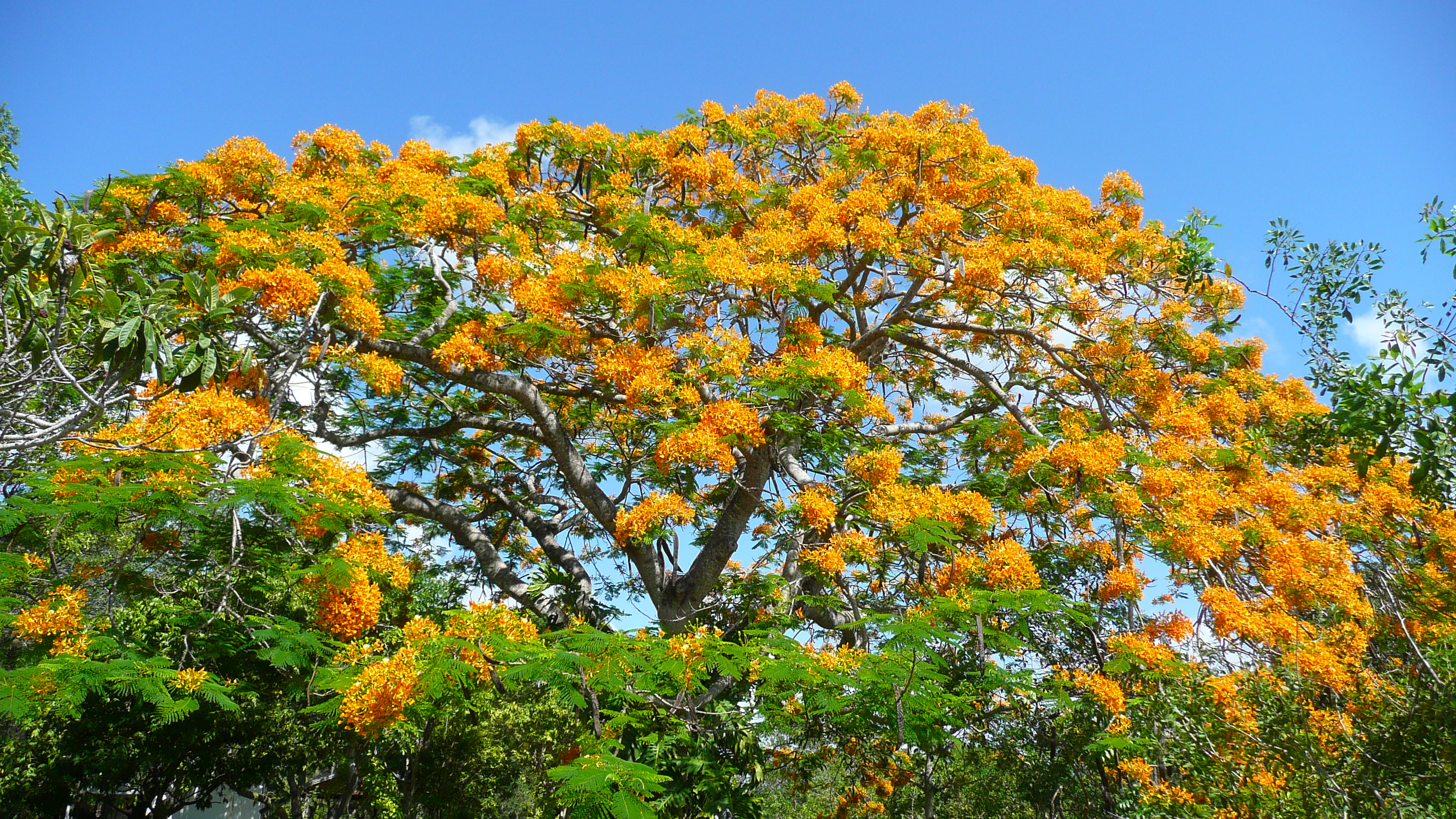
Variedad con flores amarillas

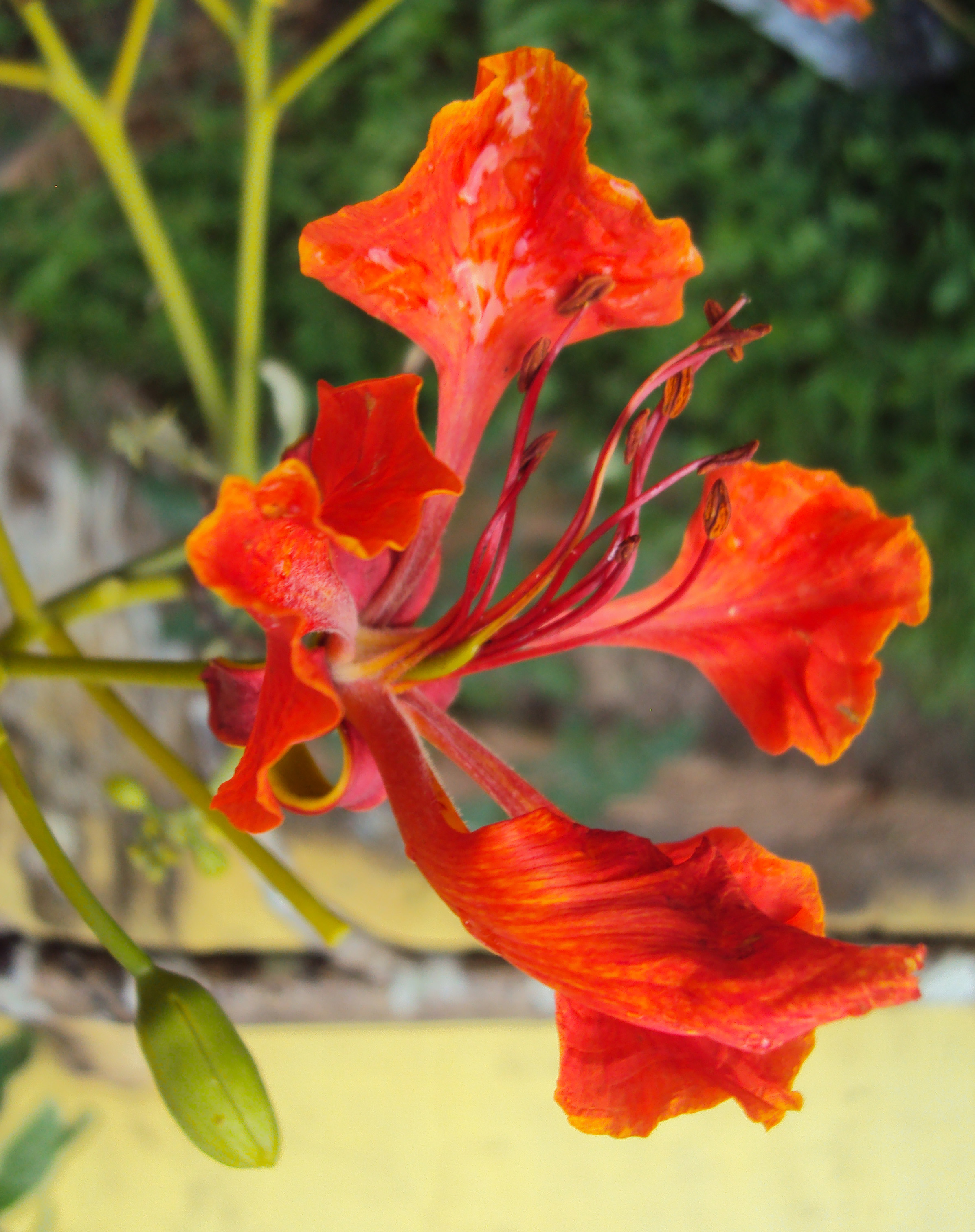
Detalle de la flor

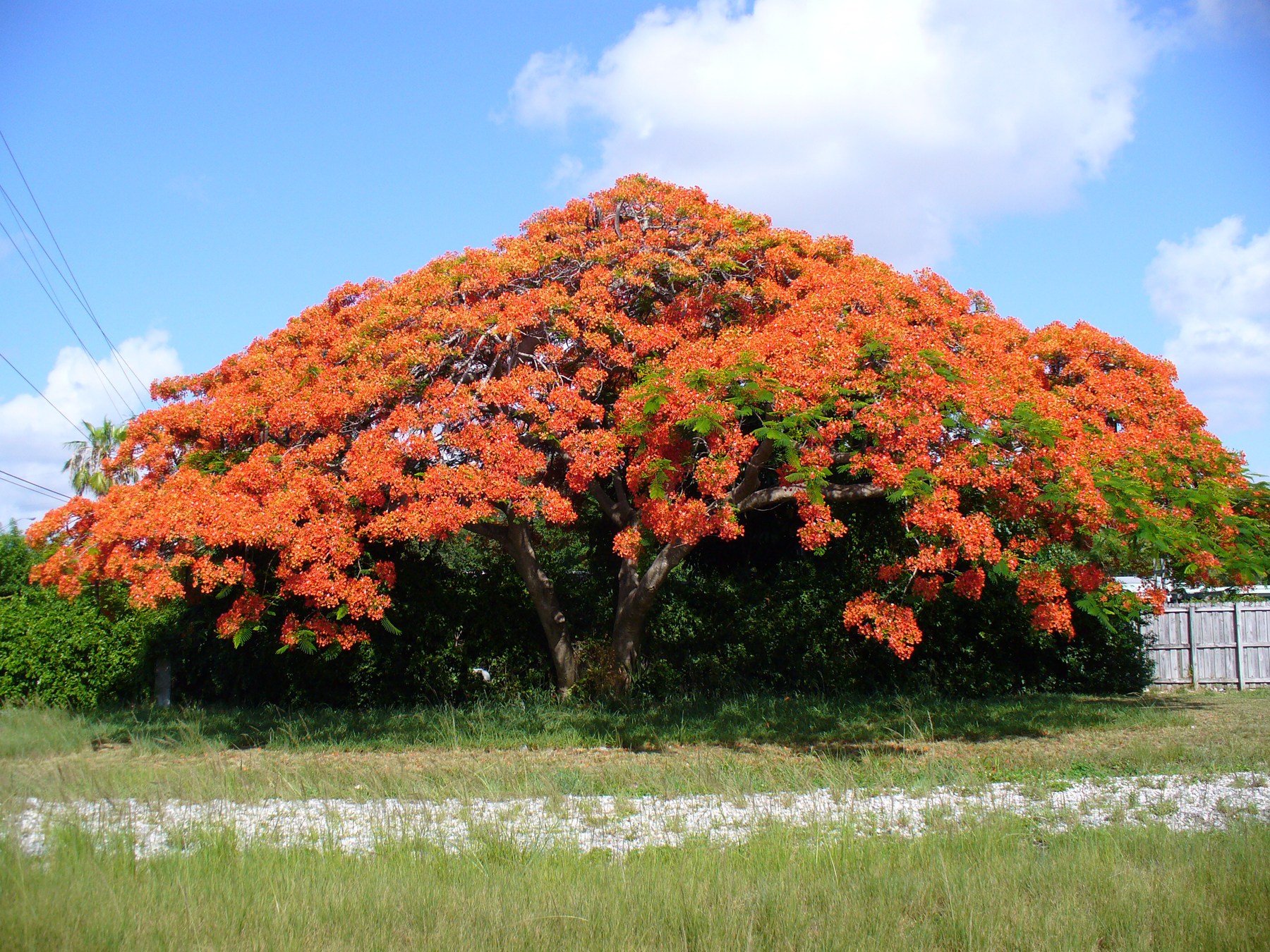
Vista del árbol adulto

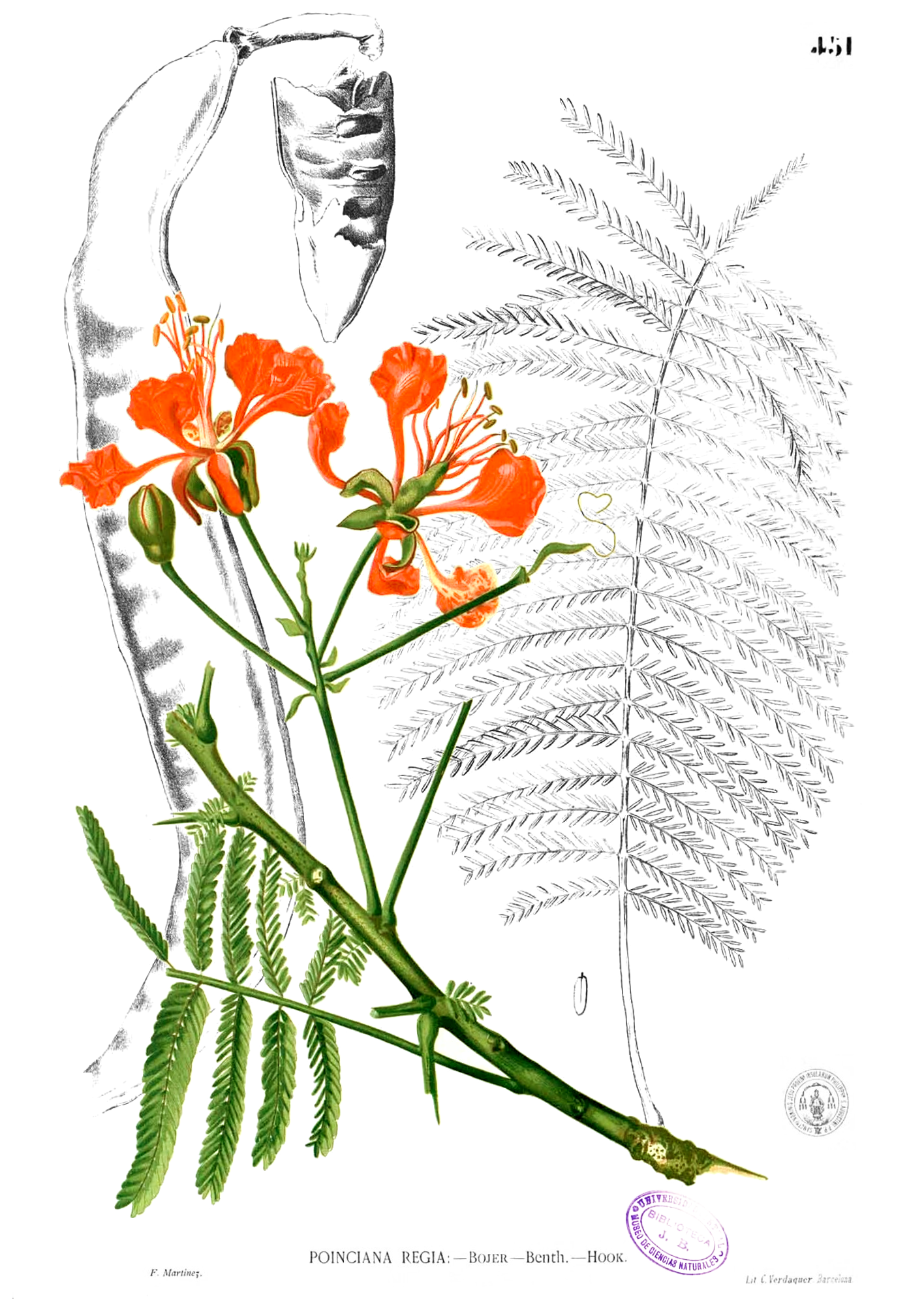
Ilustración

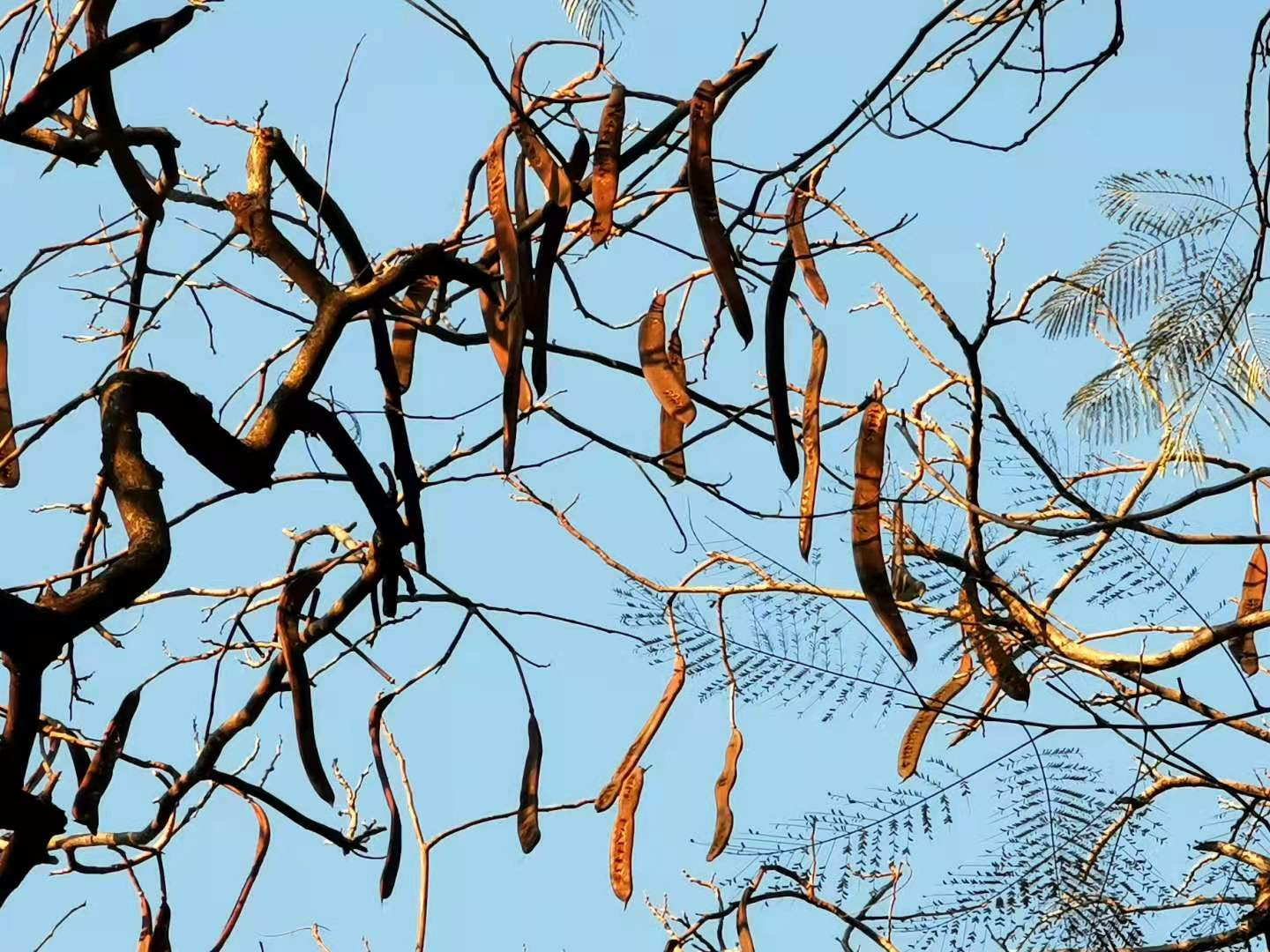
Fruta

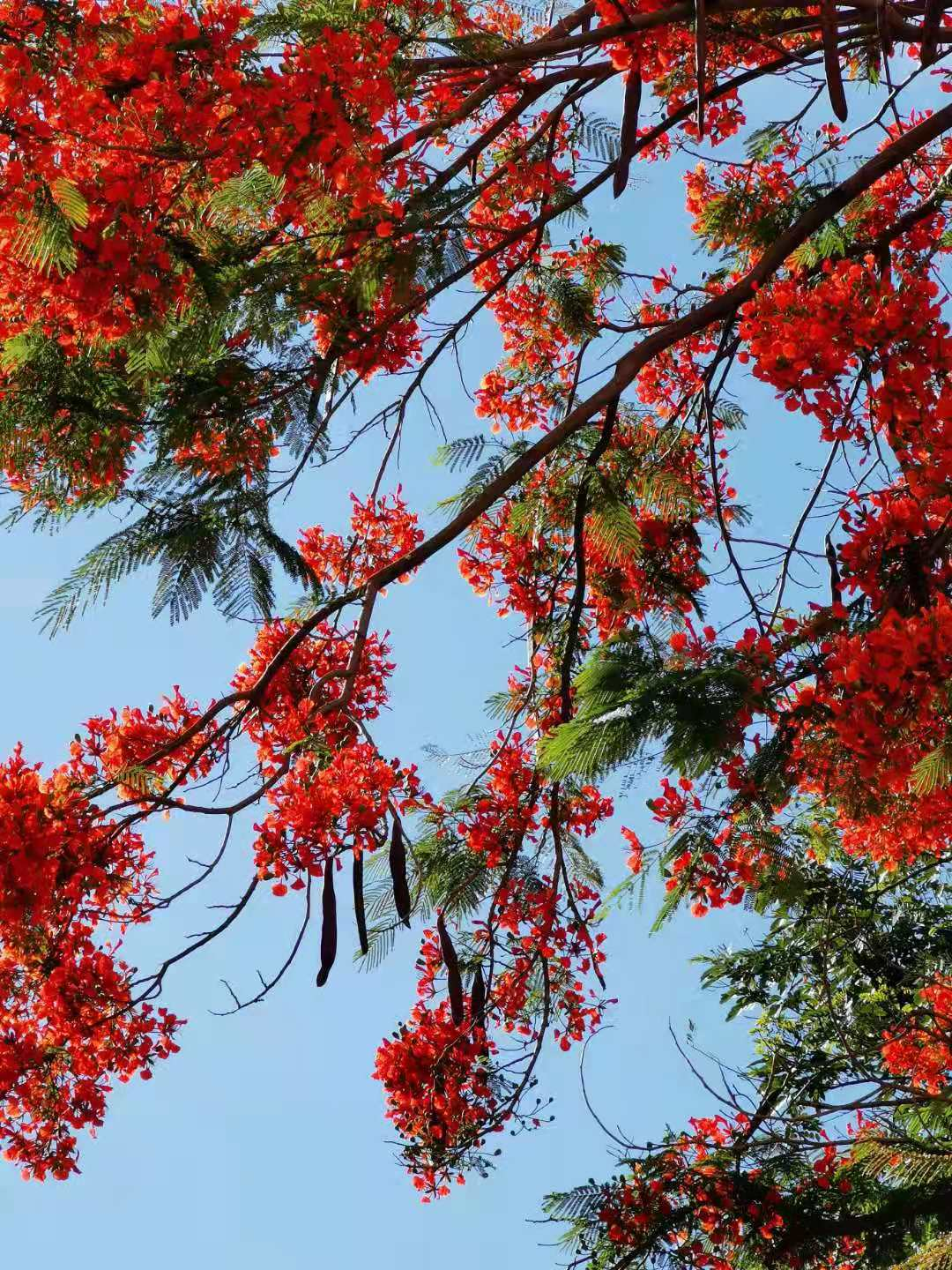

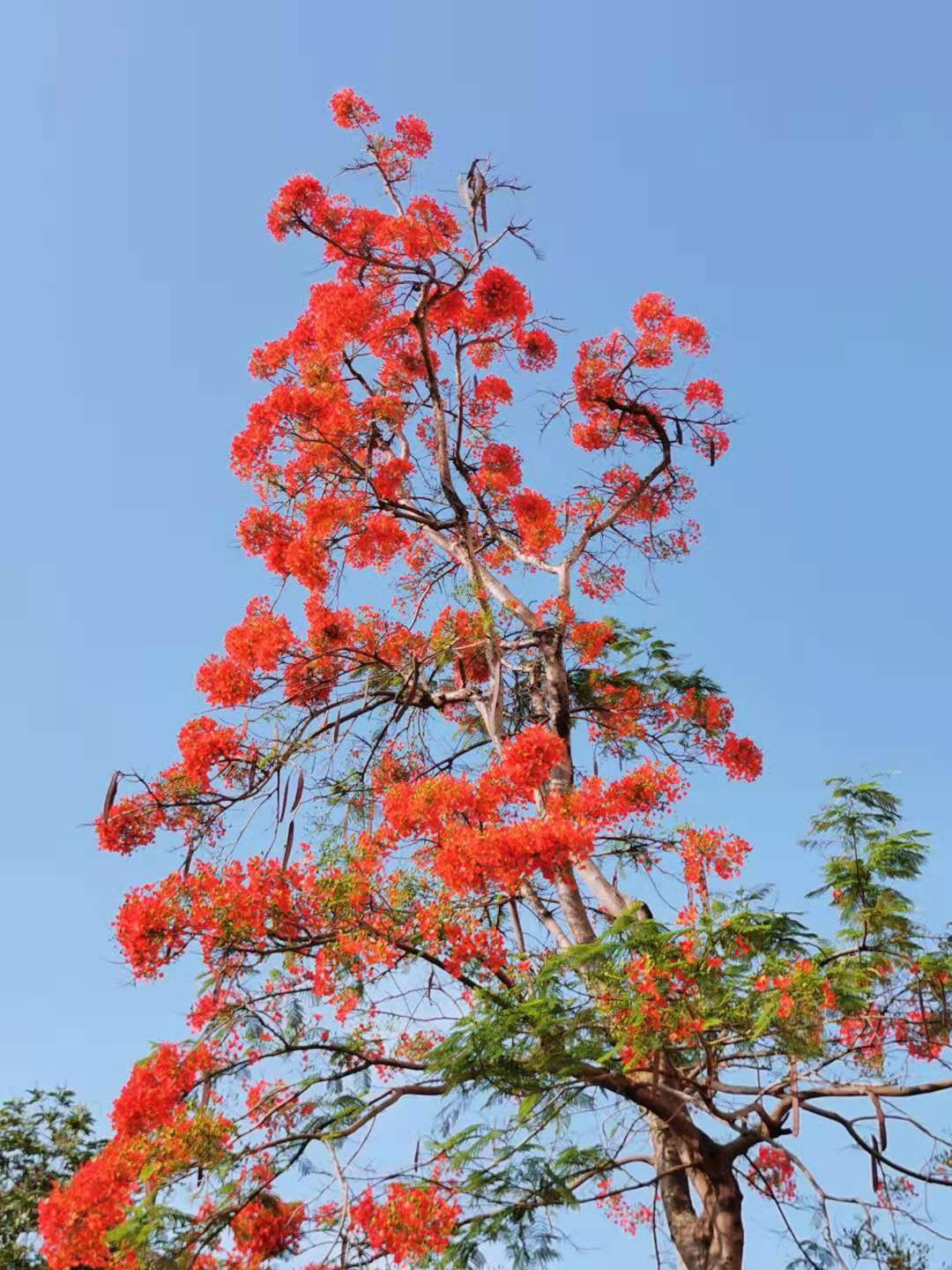

Este árbol alcanza una altura media de unos 8 metros, aunque puede llegar hasta los 12 o 15 m. Su follaje es denso y muy extendido, en zonas con temporadas secas muy marcadas pierde las hojas, sin embargo, en condiciones menos rigurosas es perennifolio.
Las flores son grandes, con cuatro pétalos hasta de 8 cm de longitud y un quinto pétalo llamado estandarte, que es más largo y manchado de amarillo y blanco; una variedad natural de Delonix regia llamada flavida tiene las flores amarillas. Las vainas maduras son leñosas, de color castaño oscuro, de 60 cm de longitud y 5 cm de ancho. Las semillas son pequeñas y pesan alrededor de 0,4 g. Las hojas miden de 30 a 50 cm de largo, cada una tiene de 20 a 40 pares de folíolos primarios compuestos, también llamados pinnados y cada uno de éstos está dividido a su vez en 10 a 20 pares de folíolos secundarios.

## Distribución y hábitat
Es originario de la selva seca caducifolia de Madagascar, en donde está en peligro de extinción. No obstante, sus semejantes cultivados y naturalizados se extienden por varias partes del mundo:
en los Estados Unidos crece únicamente en Florida, Islas Vírgenes, Hawái y el sur de Texas. También se da en Puerto Rico, México, América Central, Cuba, República Dominicana y resto del Caribe; así como en Venezuela, Colombia, Ecuador, zona costera de Perú, oriente de Bolivia, Paraguay, Brasil, costa noreste y selvas subtropicales del Noroeste Argentina e India y se ha naturalizado en muchos lugares de Australia.Y sobre todo en países Africanos, muy común en las islas de Cabo Verde país muy similar por su climas a Madagascar; donde también es común es en Canarias (Gran Canaria, Lanzarote, Fuerteventura, La Graciosa, Tenerife, La Palma, La Gomera y El Hierro) y Madeira. En España peninsular, existen ejemplares localizados en la ciudad de Cádiz y en la costa valenciana y alicantina (climas sin heladas). Se considera una especie invasora porque su sombra densa y amplia impide el crecimiento de otras especies vegetales alrededor de ésta. Requiere de clima tropical o parecido al tropical para sobrevivir, aunque puede tolerar la sequía y la salinidad.
En México, al ser una especie exótica se distribuye prácticamente en todo el territorio nacional a excepción de Baja California y la parte central del norte del país.

## Usos
Los naturales caribeños usan las vainas maduras con todo y semillas como instrumentos de percusión conocidos como shak-shak o maracas.
 También se usan como alimento para ganado en algunos lugares de Colombia. Además de su uso ornamental en calles y espacios públicos, se utiliza como árbol de sombra debido a que su follaje se extiende ampliamente. 

Los inmigrantes vascos lo introdujeron en Argentina donde se conoce como chivato y en el País Vasco, sus ramas se utilizan para cercar a los chivos y por eso se denomina a esas ramas como "chivatas".

## Propiedades
En Puebla, Veracruz y Baja California Sur la corteza se aplica macerada sobre las articulaciones, cuando se padecen reumas. En Michoacán, se utiliza la cocción de las flores administrada por vía oral para problemas respiratorios como tos y asma bronquial.
Química
Las flores de Delonix regia contienen los flavonoides, camferol, 3-0-beta-genobiósido, 3-0-beta-glucósido de cianidina y quercetina, este último también presente en la semilla. En la corteza del tronco se han identificado el triterpeno, lupeol y el esterol beta-sitosterol.

## Estado de conservación
En México se le considera como una especie exótica.

## Taxonomía
Delonix regia fue descrita por (Bojer ex Hook.) Raf. y publicado en Flora Telluriana 2: 92. 1836[1837].
Etimología
Delonix: nombre genérico que proviene de las palabras griegas: δηλος (delos), que significa "evidente", y ονυξ (ónix), que significa "garra", refiriéndose a los pétalos
regia: epíteto latino que significa "regia, real"
Sinonimia
- Poinciana regia Hook.
- Poinciana regia Bojer[7]

## Nombres comunes
En idioma castellano tiene varias denominaciones:
| nombre                        | región                                                    |
| ----------------------------- | --------------------------------------------------------- |
| acacia                        | Venezuela                                                 |
| acacia roja                   | Colombia                                                  |
| acacia roja                   | Honduras                                                  |
| árbol de fuego, flor de fuego | Guatemala                                                 |
| árbol de fuego                | El Salvador                                               |
| árbol de lumbre               | México (región noroeste)                                  |
| chivato                       | Argentina (donde se utiliza en espacios públicos urbanos) |
| chivato                       | Paraguay (donde se utiliza en espacios públicos urbanos)  |
| flamboyán                     | Canarias                                                  |
| flamboyán                     | Puerto Rico                                               |
| flamboyán                     | República Dominicana                                      |
| flamboyán                     | México (región sureste)                                   |
| flamboyán                     | Venezuela                                                 |
| flamboyant                    | nombre original en francés                                |
| framboyán                     | Cuba, México (en la ciudad de Veracruz)                   |
| gallito                       | Venezuela (en el estado Anzoátegui)                       |
| josefino                      | Venezuela (en el estado Barinas)                          |
| malinche                      | Costa Rica                                                |
| malinche                      | Nicaragua                                                 |
| Poinciana regia               | según Bojer                                               |
| Poinciana regia               | según Hook                                                |
| ponciana                      | Perú                                                      |
| ponciana flamboyán            |                                                           |
| ponciana real                 |                                                           |
| tabachín                      | México (región centro-occidente)                          |
| tabacín                       |                                                           |